# Peirce (kráter)

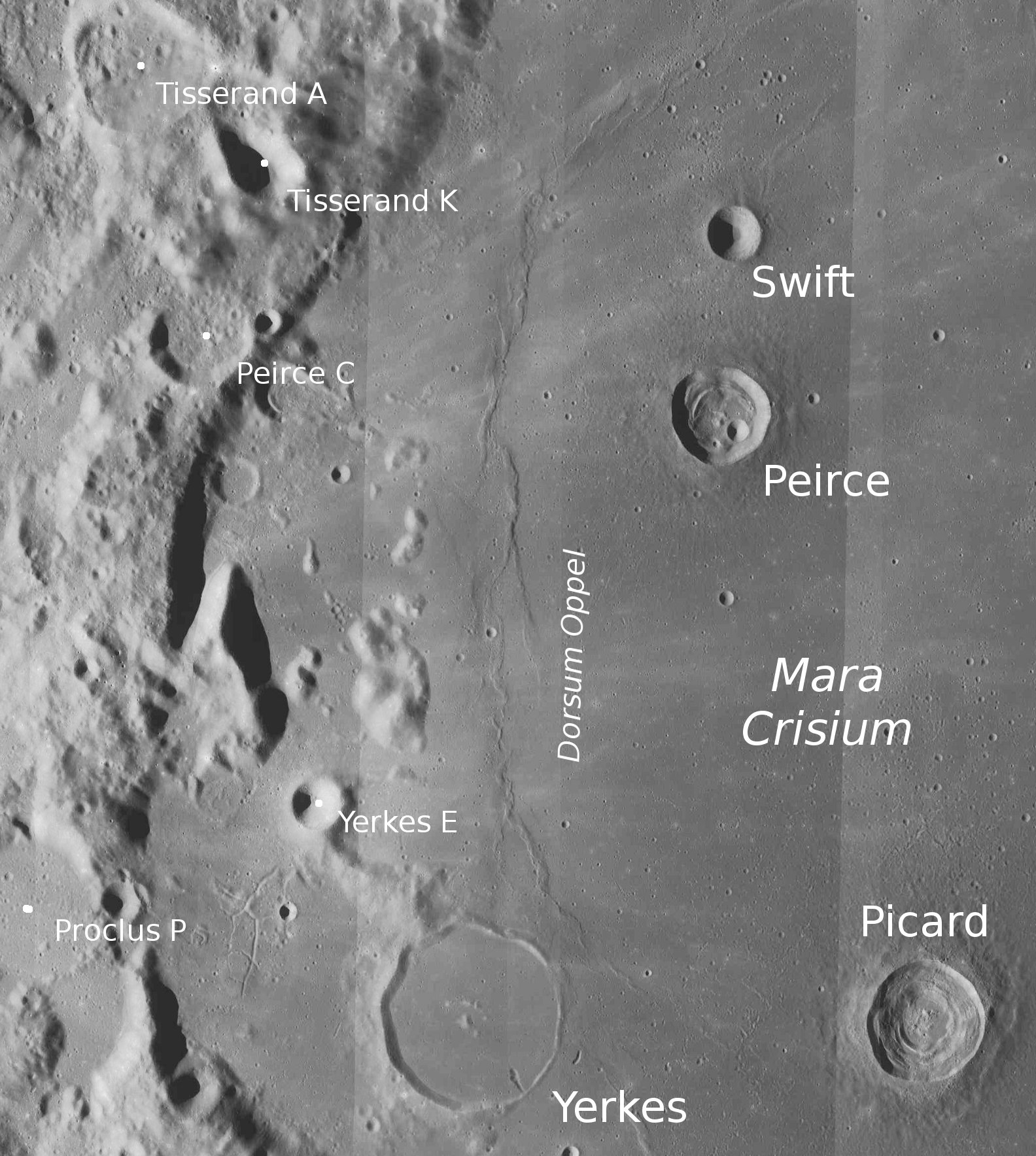
Kráter Peirce a okolí.

Peirce je impaktní kráter nacházející se v severozápadní části Mare Crisium (Moře nepokojů) na přivrácené straně Měsíce. Má průměr 18,5 km, pojmenován byl podle amerického matematika a astronoma Benjamina Peirceho. Uvnitř něj se nachází několik menších kráterů, nejvýraznější z nich u jihovýchodního okrajového valu.
Severně leží menší kráter Swift (dříve Peirce B), na západě se táhne mořský hřbet Dorsum Oppel, který kopíruje okraj Mare Crisium.

## Satelitní krátery
V okolí kráteru se nachází několik menších kráterů. Ty byly označeny podle zavedených zvyklostí jménem hlavního kráteru a velkým písmenem abecedy.
| Peirce | Sel. šířka | Sel. délka | Průměr |
| ------ | ---------- | ---------- | ------ |
| C      | 18,8° S    | 49,9° V    | 19 km  |